# Соколов, Павел Тимофеевич
Па́вел Тимофе́евич Соколо́в (16 июля 1900, Каменка, Таврическая губерния — 23 мая 1937, Ленинград) — советский геофизик, доктор физико-математических наук, профессор.

## Биография
В 1924 году окончил физико-математический факультет Московского университета.
В 1927—1929 годах был руководителем экспедиций Геологического комитета по изучению радиоактивных руд Средней Азии и Печоры. В 1929—1932 годах был профессором кафедры теоретической физики Ленинградского государственного университета, читал курс лекций по прикладной геофизике в Ленинградском политехническом институте. В 1932 году был инженером Геофизического сектора Центрального научно-исследовательского геологоразведочного института, членом редакционной коллегии «Трудов I Всесоюзной геофизической конференции». В 1935 году стал доктором физико-математических наук, заведующим кафедрой физики в Ленинградском кораблестроительном институте, главой партии Всесоюзной конторы геофизических разведок.
20 октября 1936 года был арестован по обвинению в принадлежности к контрреволюционной фашистской организации (геофизическая ветвь «Пулковского дела»). 23 мая 1937 года был осуждён Военной коллегией Верховного суда СССР по статье 58, пунктам 6-7-8-11 УК РСФСР, и приговорён к расстрелу. В тот же день был расстрелян. Реабилитирован Военной коллегией Верховного суда СССР 3 декабря 1957 года.

## Научная деятельность
Специалист по теории упругости, сейсморазведке, атмосферному электричеству. Участвовал в разработке методики разведки радиоактивных руд.

### Комментарии
1. ↑  По другим данным — Никополь.
2. ↑  В этой монографии Соколов обобщил свой трёхлетний опыт руководства сейсморазведочными работами в Туркмении. Она стала первым неофициальным учебником в этой области в СССР.